# エリザベス・アームストロング
エリザベス・アームストロング（Elizabeth ("Betsey") Armstrong、1983年1月31日 - ）は、アメリカ合衆国ミシガン州アナーバー出身の女子水球選手（ポジションはゴールキーパー）。USA代表チームのメンバーとして出場し、北京五輪（2008年）で銀メダルを、ロンドン五輪（2012年）で金メダルを獲得した。
2012年に、ミシガン大学の水球チームのアシスタントコーチに就任した。